# Gråbosäckmal
Gråbosäckmal (Coleophora artemisicolella) är en fjärilsart som beskrevs av Charles Théophile Bruand d’Uzelle 1855. Gråbosäckmal ingår i släktet Coleophora, och familjen säckmalar. Arten är reproducerande i Sverige.

## Bildgalleri

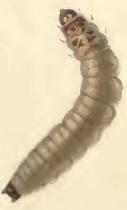
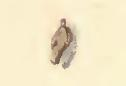
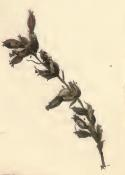
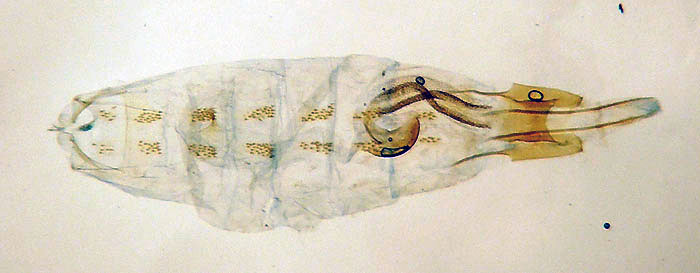
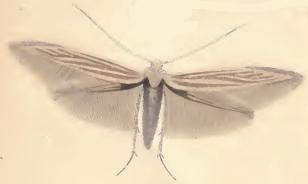